# 색 (불교)
색(色)은  산스크리트어 루파(रुपा, Rūpa)의 역어이다.
불교에서 색은 넓은 뜻으로는 물질적 존재, 즉 변화하고 소멸되며, 일정한 공간을 배타적으로 점유하여 다른 것과 그 공간을 공유하지 않는 사물을 총칭한다. 이것은 색(色) · 수(受) · 상(想) · 행(行) · 식(識)의 5온 중 첫 번째의 색온(色蘊)에 해당한다. 색온을 구역(舊譯)에서는 색음(色陰)이라 한다. 또한, 일체법의 다른 분류 체계 중 설일체유부의 5위 75법(五位七十五法)과 유식유가행파의 5위 100법(五位百法) 중 1개의 위(位)를 차지하는 색법(色法)에 해당한다. 색은 단순히 물질계의 물질만을 의미하지 않는다. 3계 중 욕계뿐만 아니라 색계와 무색계의 물질에 대해서도 색이라는 말을 사용하거나, 5위 75법의 무표색과 5위 100법의 법처소섭색처럼 물질계의 물질이라고 할 수 없는 것을 색법의 범주에 포함시킨다. 이런 용법에서 보듯이, 색은 감각적 직관적인 일반을 가리키는데, 즉 정신적 요소에 대립하고 투쟁하는 이원론적인 면에서의 물질이 아니라 마음작용의 대상이 되거나 될 수 있는 것으로서, 존재(즉, 5온의 화합, 다른 말로는, 4종의 유위법의 집합)의 한 요소 또는 측면으로서의 물질적 성질 또는 그러한 성질을 가진 개별 존재들을 통칭하는 말이다.
색은 좁은 뜻으로는 눈의 대상이 되는 물질의 속성, 즉 빨강이니 파랑이니 하는 색깔과 장단방원(長短方圓) 등의 모양과 크기를 가리킨다.  이것은 마음작용의 물질적 대상인 색(色) · 성(聲) · 향(香) · 미(味) · 촉(觸)의 5경(五境) 중 첫 번째의, 눈이라는 기관 즉 안근(眼根)을 통해 마음(6식 또는 8식, 즉 심왕)이 지각[受]하고 표상[想]하며 나아가 욕구나 의지[行]를 내는 대상인, 색경(色境)에 해당한다. 당연히, 색경(色境)은 색온(色蘊) 또는 색법(色法)의 일부이다. 또한 색경(色境)은 일체법 분류 체계 중 12처(十二處)의 색처(色處) 또는 색진(色塵)에 해당하고, 18계(十八界)의 색계(色界)에 해당한다.
《아함경》 등의 초기불교 경전은 물론이고 여러 선어록에서도 진술된 바와 같이, 불교에서는 색(물질)이 4대종(四大種, Four primary elements), 즉 지(地) · 수(水) · 화(火) · 풍(風)의 네 가지 원소에 의해 구성된다고 본다. 그리고, 부파불교 시대의 설일체유부와 경량부 등은 4대종에 의해 만들어지는 색(물질)의 양적 최소 단위를 극미(極微, paramānu)라고 하였다. 엄밀히 말하자면, 4대종에 의해 최소 인식 단위로서의 미세 물질입자인 미취(微聚: 극미의 한 유형, 아래 내용 참조)라는 극미가 형성되고, 다시 미취가 모여서 점차 커다란 물질을 형성하고 마침내 산하대지(山河大地)가 만들어진다고 주장하였다. 이로써 4대종은 물질의 질적 구극(究極)으로 이해되게 되었고 극미는 물질의 양적 구극으로 이해되게 되었다. 반면, 색(물질)은 식(識: 마음, 즉 8식, 즉 심왕)의 전변이라는 입장에 있었던 유식유가행파를 비롯한 대승불교에서는 극미의 실재성을 인정하지 않았으며, 물질을 계속 나누었을 때 그 최소치라 할 수 있는 것을 극미라 가설(假說)할 수 있다 하였다.
한편, 불교의 물질론(物質論)은 물리학이나 유물론의 물질론과는 초점이 다르다. 물리학과 유물론의 물질론은 "물질이 무엇인가? 무엇으로 그리고 어떻게 구성되어 있는가?"라는 본질적인 규명에 초점이 맞추어져 있다. 반면, 불교의 물질론은 "해당 물질이 어떤 작용을 하는가?"에 초점이 맞추어져 있다. 즉 "깨달음에 나아감에 있어서 해당 물질이 어떤 작용을 하는가? 깨달음에 나아가는 것을 돕는가 혹은 장애하는가?"를 이해하고 그럼으로써 보다 더 깨달음에 가까워지는 데에 초점이 맞추어져 있다. 즉, 물리학과 화학에서는 원자의 구조를 연구하고 여러 원소를 주기율표 등으로 분류하여 갖가지 색(물질)의 물리적 · 화학적 성질과 기능을 규명함에 비해, 불교에서는 깨달음의 성취라는 목적의식하에서 색(물질)을 5근(五根: 마음작용의 의지처, 도구, 감각 기관)과 5경(五境: 마음작용의 물리적 대상) 등으로 분류하여 "심법(마음, 즉 6식 또는 8식, 즉 심왕) 및 심소법(마음작용)과 색법(물질)간의 작용 관계"에 초점을 맞추어 색법(물질)을 다룬다.
예를 들어, 12처(十二處)는 불교의 여러 일체법 분류체계 또는 분석방식 중 하나로, 존재 전체를 안처(眼處) · 이처(耳處) · 비처(鼻處) · 설처(舌處) · 신처(身處) · 의처(意處)의 6근(六根) 또는 6내처(六內處)와 색처(色處) · 성처(聲處) · 향처(香處) · 미처(味處) · 촉처(觸處) · 법처(法處)의 6경(六境) 또는 6외처(六外處)의 총 12가지 처(處)로 분류 또는 분석하는 법체계이다. 12처에서 마음(6식 또는 8식, 즉 심왕)에 해당하는 의처(意處)와 마음작용과 마음작용의 대상을 합친 것에 해당하는 법처(法處)를 제외한 나머지 10가지 처를 10색처(十色處: 마음과 마음작용을 생겨나게 하고 강화시키는 10가지 물질의 문)라고 하는데, 고타마 붓다는 유독 색법(물질)에 어리석어 색법(물질)을 나[我]라고 집착하는 유형의 수행자들에게 색법(물질)을 5근(五根)과 5경(五境), 즉 10색처로 나누어 상세히 설명하는 12처를 설하였다고 한다.
부파불교의 설일체유부는 색법(물질)을 5근(五根) · 5경(五境) · 무표색(無表色)의 11가지로 분류하였고, 대승불교의 유식유가행파와 법상종에서는 색법(물질)을 5근(五根) · 5경(五境) · 법처소섭색(法處所攝色)의 11가지로 분류하였다. 한편, 설일체유부에서는 11가지의 색법을 가견성(可見性)과 대애성(對礙性)이 있는가의 기준에 따라 다시 분별하여 유견유대색(有見有對色) · 무견유대색(有見有對色) · 무견무대색(無見無對色)의 3종의 그룹으로 나누었는데, 이들을 통칭하여 3색(三色)이라 한다.

## 색법의 정의
5온의 체계에서는 마음 또는 의식에 해당하는 식온(識蘊)에 대해 물질 일반을 색온(色蘊)이라고 한다. 설일체유부의 5위 75법(五位七十五法)과 유식유가행파의 5위 100법(五位百法)의 법체계에서는 마음 또는 의식에 해당하는 심법(心法)에 대해 물질 일반을 색법(色法)이라 한다. 색온과 색법은 동의어이다.
색온과 색법은 모두 변괴(變壞), 즉 변화하고 소멸하는 성질과 장애(障礙), 즉 일정한 공간을 배타적으로 점유하여 다른 것과 그 공간을 공유하지 않는 성질을 가진 사물을 총칭한다. 즉, 색(물질)은 파괴되거나 변화될 수 있으며, 특정 공간을 점유하고 다른 색(물질)이 동일 공간에 들어오는 것을 막는 특징을 가지고 있다.
설일체유부 등의 부파불교와 유식유가행파 등의 대승불교에서는 모두 자신들의 법체계에서 색법(물질)을 주요한 일부로 다루고 있지만, 색법(물질)과 심법(마음)과의 관계에 대해서는 서로 의견이 달랐다. 즉, 인식에 있어서 색법(물질)이 먼저냐 아니면 심법(마음)이 먼저냐 하는 것에 대해 서로 의견이 달랐다. 이러한 견해 차이는 법체계에서 제법의 그룹[位]들을 열거하는 순서에도 반영되어 있다. 인식에 있어서 색법(물질)이 먼저라는 객관 우선주의적인 입장을 가졌던 설일체유부에서는 자신들의 5위 75법의 법체계에서 5그룹[位]을 색법(물질) · 심법(마음) · 심소법(마음작용) · 불상응행법(언어 · 시간 · 인연화합 · 상속 등의 여러 주요 원리) · 무위법(열반)의 순으로 나열하고 있다. 반면 인식에 있어서 심법(마음)이 먼저라는 주관 우선주의적인 입장을 가졌던 유식유가행파에서는 자신들의 5위 100법의 법체계에서 5그룹[位]을 심법(마음) · 심소법(마음작용) · 색법(물질) · 심불상응행법(언어 · 시간 · 인연화합 · 상속 등의 여러 주요 원리) · 무위법(진여, 법성)의 순으로 나열하고 있다.

## 설일체유부의 색법

### 정의
1~2세기경의 설일체유부의 논사 세우(世友, Vasumitra)는 《아비달마품류족론》에서 색 또는 색법을 다음과 같이 정의하고 있다.
色云何。謂諸所有色。一切四大種。及四大種所造色。四大種者。謂地界水界火界風界。所造色者。謂眼根耳根鼻根舌根身根色聲香味。所觸一分。及無表色。
색이란 무엇인가? 존재하는 모든 색이란 4대종과 4대종에 의해 만들어진 소조색 모두를 통틀어 말한다. 4대종은 지계·수계·화계·풍계를 말하며, 소조색은 안근·이근·비근·설근·신근·색경·성경·향경·미경과 촉경의 일부와 무표색을 말한다.— 《아비달마품류족론》 제1권. p0692b24(05) - p0692b27(09)

위의 정의에서 세우가 "촉경의 일부[所觸一分]"라고 말한 것은 촉경(觸境)이 4대종과 4대종에 의해 만들어진 특정한 소조색으로 이루어져 있기 때문이다. 즉, 세우는 4대종이 모든 물질을 만드는 근원 물질이라는 것을 말하기 위해 앞에서 이미 언급했으므로 다시 중복하지 않기 위해 "촉경의 일부"라고 말한 것이다. 따라서, 세우의 이 정의는, 달리 말하면, 색은 안근·이근·비근·설근·신근의 5근(五根)과 색경·성경·향경·미경·촉경의 5경(五境)과 무표색(無表色)의 11종으로 구성되어 있다는, 세친의 《구사론》 등에서 언급되는, 설일체유부의 보다 더 널리 알려진 정의와 같은 말이다.
色者唯五根 五境及無表
색(色)이란 오로지 5근(五根)과 5경(五境) 그리고 무표색(無表色)이다. — 《아비달마구사론》 제1권. p0002b07(00)

### 법체계에서의 위치
설일체유부의 5위 75법(五位七十五法)의 분류 체계에서 색온(色蘊) 또는 색법(色法)은 1개의 위(位)를 차지한다.
구체적으로는 안(眼) · 이(耳) · 비(鼻) · 설(舌) · 신(身)의 5근(五根)과 색(色) · 성(聲) · 향(香) · 미(味) · 촉(觸)의 5경(五境)과 무표색(無表色)의 총 11가지 법(法)으로 구성되어 있다.
설일체유부에서는 반드시 대상이 실재해야 인식이 성립될 수 있으며, 인식이 성립됨으로써 삼세의 일체법이 실재함을 알 수 있다고 보았다. 그리고 인식의 성립과 관련하여, 인식의 주체인 의식(마음, 심법)과 인식 대상(5경)의 관계에 대해서는 의식(마음, 심법)은 감관(5근)을 매개로 대상(5경)의 형상(形相)을 투영할 뿐이며, 대상의 형상(形相)은 의식 속에 있는 것이 아니라 대상 속에 있다고 보았다. 즉, 설일체유부는, 대승불교에서처럼 대상이 의식에 의해 규정된다는 주관 우선주의의 입장을 가진 것이 아니라, 의식이 대상에 의해 규정된다는 객관 우선주의의 입장을 가졌다. 이러한 이유로 색법(色法: 5경과 5근 및 무표색)이 5위 75법의 5위 중 가장 먼저 열거되고 있다.
반면, 유식유가행파는 일체법이 모두 실체가 없는 것[並無實體]으로 식(識: 마음)의 전변이며 가상으로 세운 것[假立]이라는 관점에 서 있기 때문에, 5위 100법의 체계에서 심법(心法: 마음)이 5위 중 가장 먼저 위치한다.

### 형성 원소: 4대종
4대종(四大種)에서 대종(大種, 산스크리트어: mahabhuta, 영어: primary elements)은 보편적 존재, 기본 존재 또는 근원 존재라는 뜻이며, 4대종은 지(地) · 수(水) · 화(火) · 풍(風)의 네 가지 원소를 말한다. 설일체유부의 교학에 따르면, 모든 색(물질)은 4대종으로 구성된다. 이러한 사상은 불교 경전에서도 언급되고 있을 뿐만 아니라 인류 사상사 전반에 걸쳐서 널리 발견되는 사상이다. 이것은 자연현상 중에서도 인간과 가장 밀접한 관계를 가지고 있고, 중요하다고 생각되는 것들을 물질의 질료인(質料因)으로 생각한 것으로 보인다. 하지만, 500여 비구를 모아 세우(世友, Vasumitra)와 함께 《대비바사론(大毘婆沙論)》을  편찬(제4결집)함에 있어 중심적인 역할을 했던 협존자(脇尊者, Pārśva)는 "법상(法相: 일체법의 있는 그대로의 참모습)에 어긋남이 없으며 다만 성교(聖敎: 고타마 붓다의 가르침)에 따라 네 가지 만을 설할 뿐이다"라고 진술함으로써 4대종에 대한 사상이 고타마 붓다로부터 전해져 내려온 것이라고 하였다.
4대종에 의해 만들어진 물질을 4대종과 구별하여 "만들어진 물질"이라는 뜻의 소조색(所造色)이라고 하며, 이에 대해 4대종을 "만드는 물질"이라는 뜻의 능조색(能造色)이라고 한다.
지(地) · 수(水) · 화(火) · 풍(風)의 4대종은 각각 견고성[堅性] · 습윤성[濕性] · 온난성[暖性] · 운동성[動性]을 본질로 한다. 모든 물질은 4대종을 다 갖추고 있는데, 그 조합에 의해 물질의 현재 상태의 본질적 속성[自相]이 결정된다. 즉, 4대종 중 어느 것이 두드러지게 나타나는가에 따라 그 물질의 성격이 결정되는데 이것을 사대은현(四大隱現)이라고 한다. 예를 들어, 물은 다른 모든 물질과 마찬가지로 4대종을 모두 갖추고 습윤성이 두드러지게 나타난 물질이다. 그러나 다시 어떤 조건에 의해 견고성이 두드러질 경우 물은 얼음이 되고, 온난성과 습윤성이 두드러질 경우 끓는 물이 되며, 온난성과 운동성이 두드러질 경우 증발하여 기체로 날아가게 된다.
이와 같이 4대종은 총체적으로는 물질의 현재 상태의 본질적 속성[自相]을 결정하는 역할을 하지만, 다른 한편으로는 물질을 보지(保持, 또는 持) · 화섭(和攝, 또는 攝) · 성숙(成熟, 또는 熟) · 증장(增長, 또는 長)하게 하는 역할을 한다. 이 네 가지 역할은 각각 순서대로 지(地) · 수(水) · 화(火) · 풍(風)의 역할이다.
즉, 견고성[堅性]의 지(地)는 물질의 4대종의 현재 상태를 보존[保]하고 계속[持]되게 한다. 습윤성[濕性]의 수(水)는 물질의 4대종이 마치 물의 점성처럼 서로 인섭되어 끊어지지 않게 하여 서로가 잘 상호작용하게 하며 또한 물질이 다른 물질과 화합하게 한다. 온난성[暖性]의 화(火)는 4대종의 작용을 성숙시켜 물질을 성숙시킨다. 운동성[動性]의 풍(風)은 물질이 증장[長]될 수 있게 한다.
특히, 마지막의 운동성의 풍(風)의 증장[長]은 "유동시켜 끌어당기는" 유인(流引)과 "증가시키고 왕성하게 하는" 증성(增盛)의 뜻을 가지는데, 풍(風)의 작용으로 인해 물질의 상태가 변화된다. 즉, 4대종과 다른 소조색을 끌어당겨 해당 물체의 상속상(相續相)이 변화되게 한다. 비유를 들자면, 등잔불에 대해 숨을 불어 내쉬어 불꽃을 흔들리게 하거나 끄는 것과 같은 것이 풍(風)의 작용이다. 즉, 모든 물질은 4대종을 갖추고 있으므로 운동성인 풍(風)을 가지는데, 이 때문에 조건, 즉 인연(因緣)이 갖추어지면 물질은 다른 상태로 변화할 수 있다.

### 양적 최소 단위: 극미
설일체유부에서는 색(色), 즉 물질을 계속 나누어갔을 때 그 궁극에서 얻어지는 더 이상 나눌 수 없는 것을 극미(極微, paramānu)라고 하며, 1극미는 색(물질)의 양적 최소 단위가 된다.
1개의 극미를 중심으로 동서남북 및 상하의 6방위로 6개의 극미가 모여서 이루어진 물질을 미(微) 또는 미진(微塵, anu-rajas)이라 한다. 즉, 1미진은 7개의 극미가 3차원적 구조로 모여서 이루어진 것이다.
《구사론》에 따르면,  7개의 미진이 모여서 1개의 금진(金塵: 금속 내부 틈새를 통과할 수 있는 미세입자)이 되고, 7개의 금진이 모여서 1개의 수진(水塵: 물 내부 틈새를 통과할 수 있는 미세입자)이 되고, 7개의 수진이 모여 1개의 토모진(兔毛塵: 토끼 터럭 끝 크기의 미세입자)이 되며, 7개의 토모진이 모여서 1개의 양모진(羊毛塵: 양 터럭 끝 크기의 미세입자)이 되고, 7개의 양모진이 모여서 1개의 우모진(牛毛塵: 소 터럭 끝 크기의 미세입자)이 되고, 7개의 우모진이 모여서 1개의 극유진(隙遊塵: [창문] 틈새에 [비친 햇빛에 보이는] 부유하는 입자)이 된다. 따라서, 극유진의 크기는 우모진의 7배이며, 양모진의 49배이며,  토모진의 343배이며, 수진의  2,401배이며,  금진의 16,807배이며, 미진의 117,649배이며, 극미의 823,543배이다. 극유진은 창문 틈새를 통해 햇빛이 비쳤을 때 육안으로 보이는 부유하는 미세 먼지 크기의 입자를 가리킨다.
다시, 7개의 극유진이 모여서 1개의 기(蟣: 이의 알)가 되고, 7개의 기가 모여서 1개의 슬(虱: 이)이 되고, 7개의 슬이 모여서 1개의 광맥(穬麥: 볏과의 한해살이풀 또는 두해살이풀의 낱알, 귀리의 낱알)이 되고, 7개의 광맥이 모여서 1개의 지절(指節: 손가락마디)이 된다. 그리고 3개의 지절이 모여서 1개의 지(指: 손가락)가 된다.
다시, 24개의 지(指: 손가락)가 가로로 나란히 모여서 1개의 주(肘: 팔꿈치의 뜻이나 그 길이가 팔꿈치까지의 길이는 아니다)가 되고, 4개의 주가 가로로 모여서 1궁(弓)이 되고, 궁은 다른 말로는 심(尋: 여덟 자 혹은 열 자, 즉 1길, 1길은 1자를 0.3m로 봤을 때 2.4m 혹은 3m)이라고 한다. 다시, 500개의 궁이 가로로 모여서 1개의 구로사(俱盧舍: 1.2 km 혹은 1.5 km)가 되고, 8개의 구로사가 가로로 모여서 1개의 유선나(踰繕那: 9.6 km 혹은 12 km)가 된다. 유선나는 유순(由旬)이라고도 하는데, 1유순의 길이는 왕이 하루에 행군하는 길의 길이이다.

### 최소 인식 단위: 미취
설일체유부에서는 단순히 4대종으로 구성된 형태의 극미(極微)만으로는 5근에 의해 감지되지 않는다고 보았다. 5근에 의해 감지되는 극미(極微)는 최소한의 구성요소로서, 지(地)·수(水)·화(火)·풍(風)의 4대종과 4대종에 의해 만들어진 색(色)·향(香)·미(味)·촉(觸)의 4가지 소조색이 결합한 형태의 극미(極微)라고 주장하였다. 즉, 5근에 의해 인식되는 극미에는 최소한의 요소로서 이러한 8가지가 언제나 갖추어져 있기 때문에 5근이 그 극미를 감지할 수 있게 된다고 보았다. 설일체유부의 이 이론을 "8가지의 사(事, dravya, 실체)를 함께 갖추어 생겨난다"라는 뜻의 8사구생(八事俱生)이라 한다. 이것은 외계의 현상이 물질적 존재로 파악되는데 필요한 최소한의 조건을 나타낸다. 여기서, 성경(聲境)의 소조색, 즉 성경(聲境)을 구성하는 소조색으로서의 1가지 사(事: 실체)는 별도로 취급되고 있음에 유의할 필요가 있다.
이와 같이 최소한으로 위의 8가지 요소를 갖춘 극미를 미취(微聚)라고 한다.  그런데, 설일체유부는, 엄밀히 말해, 위의 8가지 요소를 갖춘 극미는 단지 객관적인 물질일뿐 인간과 같은 유정(有情)의 존재가 자신의 5근을 통해 인식하는 극미는 위의 8가지 요소외에 다른 요소가 더해져 있는 극미라고 말하고 있다. 즉, 아래에 기술된 바처럼 9가지, 10가지, 11가지의 요소를 갖춘 극미들이 있는데 이들이 실제로 5근을 통해 지각되는 극미라고 하였므며, 따라서 이들도 모두 미취(微聚)라고 하였다.
예를 들어, 신근(身根)을 통해 지각되는 극미는 지(地)·수(水)·화(火)·풍(風)의 4대종과 4대종에 의해 만들어진 색(色)·향(香)·미(味)·촉(觸)의 4가지 소조색의 8사(八事: 8가지 실체)에, 신근을 구성하는데 사용되는 정색(淨色, rūpa prasāda, 맑고 투명한 물질)이라는 1가지 사(事: 실체)가 더 추가로 결합된 9사구생(九事俱生)의 미취라고 말하고 있다.
나아가, 안근(眼根)을 통해 지각되는 극미의 경우, 안근은 신근에 소속되어 있기 때문에 안근이 작용할 때는 필히 신근도 함께 작용하므로, 위의 신근의 9사(九事: 9가지 실체)에 안근을 구성하는데 사용되는 정색(淨色)이라는 1가지 사(事: 실체)가 추가로 결합된 10사구생(十事俱生)의 미취라고 말하고 있다.
마찬가지로, 비근(鼻根), 설근(舌根)을 통해 지각되는 극미의 경우에도, 각각 신근의 9사(九事)에 비근을 구성하는데 사용되는 정색(淨色)의 1사, 설근을 구성하는데 사용되는 정색(淨色)의 1사가 추가로 결합된 10사구생(十事俱生)의 미취라고 말하고 있다.
마지막으로, 이근(耳根)을 통해 지각되는 극미의 경우, 신근의 9사(九事)에 이근을 구성하는데 사용되는 정색(淨色)의 1사와 성경(聲境)을 구성하는데 사용되는 소조색의 1사가 결합된 11사구생(十一事俱生)의 미취라고 말하고 있다. 이 경우는 인간과 같은 유정(有情)이 이근을 통해 소리를 지각하는 경우이다. 손 등의 신체 일부를 통해 소리를 낼 때의 극미의 경우, 이들 11사에서 이근을 구성하는데 사용되는 정색(淨色)의 1사가 빠지므로, 10사구생(十事俱生)의 미취가 된다. 초목, 흙, 돌과 같은 비유정(非有情)아 소리를 낼 때의 극미의 경우, 기본 8사(八事)에 성경(聲境)을 구성하는데 사용되는 소조색의 1사가 결합된 9사구생(九事俱生)의 미취이다.

### 종류: 5근·5경·무표색
설일체유부의 교학에 따르면 색 또는 색법에는
안근(眼根) · 이근(耳根) · 비근(鼻根) · 설근(舌根) · 신근(身根)의
5근(五根)과 5근의 경계(境界),
즉 5근의 세력이 미치는 범위이자 인식작용의 대상인
색경(色境) · 성경(聲境) · 향경(香境) · 미경(味境) · 촉경(觸境)의
5경(五境)과 무표색(無表色)의 11가지의 법이 있다.

#### 5근
5근(五根)은 안근(眼根) · 이근(耳根) · 비근(鼻根) · 설근(舌根) · 신근(身根)의 5가지 감각기관을 말한다. 설일체유부에 따르면, 5근은 육신의 눈 · 귀 · 코 · 혀 · 몸의 거친 물질덩어리가 아니며, 4대종으로 만들어진 특수한 극미(極微)인, 광명이 차단됨이 없는 맑고 투명한 색인 정색(淨色, rūpa prasāda)으로 만들어진 내적인 감각기관들이다.
세우(世友, Vasumitra)는 《아비달마품류족론》에서 5근을 다음과 같이 정의하고 있다. 이 정의는, 육신의 물질이라는 측면에서는 동일하지만 눈 · 귀 · 코 · 혀 · 몸의 5종의 구별이 있는 것과 꼭 마찬가지로, 정색(淨色)이라는 측면에서는 동일하지만 서로 구별되는 5종의 정색(淨色)이 있다는 것을 뜻한다. (참고: 미취(微聚), 팔사구생(八事俱生))

眼根云何。謂眼識所依淨色。
耳根云何。謂耳識所依淨色。
鼻根云何。謂鼻識所依淨色。
舌根云何。謂舌識所依淨色。
身根云何。謂身識所依淨色。

안근(眼根)이란 무엇인가? 안식(眼識)의 소의(所依)가 되는 정색(淨色)을 말한다.

이근(耳根)이란 무엇인가? 이식(耳識)의 소의(所依)가 되는 정색(淨色)을 말한다.

비근(耳根)이란 무엇인가? 비식(鼻識)의 소의(所依)가 되는 정색(淨色)을 말한다.

설근(耳根)이란 무엇인가? 설식(舌識)의 소의(所依)가 되는 정색(淨色)을 말한다.

신근(耳根)이란 무엇인가? 신식(身識)의 소의(所依)가 되는 정색(淨色)을 말한다.
— 《아비달마품류족론》 제1권. p0692c13(03) - p0692c16(05)

설일체유부에서는 정색으로 만들어진 이러한 정묘한 내적인 감각기관을 승의근(勝義根)이라 하고, 육신의 거친 외적인 감각기관을 승의근을 돕는다는 뜻의 부진근(扶塵根)이라 한다. 설일체유부에서 안근(眼根) 등의 5근이라고 할 때는 기본적으로 승의근을 말한다.
설일체유부에서, 마음은 안식 · 이식 · 비식 · 설식 · 신식 · 의식의 6식(六識)을 말한다. 그런데, 6식을 마음이라고 할 때, 본래부터 6가지의 서로 다른 마음이 있다는 뜻이 아니다. 마음은 본래 1가지로 단일한 것이지만 시각과 청각이 서로 다르듯이 그 인식의 종류에는 차별이 있는데 그 차별에 따라 6식으로 나누는 것이 편리하기에 그렇게 분류하는 것일 뿐이다.
그리고 6식에서 의식을 제외한 나머지를 전5식 또는 5식이라 한다. 5식은 색 · 성 · 향 · 미 · 촉에 대한 인식을 말하며, 이 다섯 가지 인식은 5근을 소의(所依: 성립 근거, 도구)로 하여 이루어진다고 본다. 즉, 부진근이 아니라 승의근을 성립 근거로 하여  안식 · 이식 · 비식 · 설식 · 신식의 인식이 이루진다고 본다.
예를 들어, 승의근(勝義根)인 안근이 부진근(扶塵根)인 육신의 눈의 도움[扶]를 받아 외계대상인 색경(色境)을 취하면 이러한 취함을 바탕으로  안식(眼識)이 생겨난다. 즉, 안식이 외계대상을 직접 취하여 안식이 생겨나는 것이 아니라, 반드시 안근의 취함을 바탕으로 하여 안식이 생겨나는 것이다. 이러한 이유로 5근을 5식의 소의(所依), 즉 성립 근거라고 말하는데, 설일체유부는 5근이 단순한 인식도구에 그치는 것이 아니라 인식의 폭과 깊이를 결정하는 역할을 한다는 인식론적 관점을 가지고 있었다.
예를 들어, 불교 일반에서는 모든 법의 사(事) · 이(理)를 관조하는 5종의 눈이 있어서 그것을 육안(肉眼) · 천안(天眼) · 혜안(慧眼) · 법안(法眼) · 불안(佛眼)의 5안(五眼)이라고 하는데, 설일체유부는 5안은 안근의 능력에 5종의 차이가 있어서 생기는 것이지, 안식의 능력에 5종의 차이가 있어서 생기는 것이 아니라고 보았다. 그렇기 때문에 5안(五眼)이라고 하지 5안식(五眼識)이라고 하지 않는다는 것이 설일체유부의 관점이었다. 다른 불교 부파 또는 종파와 마찬가지로, 설일체유부에서도 선정(禪定)에 의해 5안(五眼)이 개발된다고 보는데, 설일체유부의 인식론적 관점에서는, 이러한 개발은 선정에 의해 안근의 능력이 확장되는 것을 뜻한다. 그리고 안근의 능력이 확장되는만큼 그에 상응하는 안식이 자연히 나타난다고 본다. 이러한 객관 우선주의적인 입장은 일체법의 실유(實有)를 주장한 설일체유부의 특징적인 관점이다.

#### 5경
5경(五境, 산스크리트어: pañcārthāh, 산스크리트어: pañcā-visaya)은 5근(五根)의 대상이 되고 5식(五識)에 의하여 알게 되는 색(色, 색깔과 모양과 크기) · 성(聲, 소리) · 향(香, 냄새) · 미(味, 맛) · 촉(觸, 감촉)을 말한다. 여기서 경(境, 산스크리트어: artha, 산스크리트어: visaya)은 경계(境界)의 의미이다. 경계라는 낱말에는 5근의 세력이 미치는 범위와 5근의 인식작용의 대상이라는 두 가지 뜻이 있다. 예를 들어, 색경(色境, 색깔과 모양과 크기)은 안근(眼根)의 세력이 미치는 범위이며, 또한 안근(眼根)의 인식작용의 대상이다.

##### 색경
색경(色境)은 안근(眼根)의 세력이 미치는 범위이자 안근의 인식작용의 대상이다. 설일체유부의 교학에 따르면, 색경은 색깔을 뜻하는 현색(顯色, 산스크리트어: varṇa-rūpa)과 모양과 크기를 뜻하는 형색(形色, saṃsthāna-rūpa)의 두 가지로 나뉘는데, 12가지의 현색과 8가지의 형색의 총 20가지의 색(色, 색깔과 모양과 크기)이 있다.
현색(顯色, 색깔)에는 청(靑, 파란색) · 황(黃, 노란색) · 적(赤, 빨간색) · 백(白, 흰색) · 구름[雲] · 연기[煙] · 먼지[塵, 티끌] · 안개[霧] · 그림자[影] · 빛[光, 햇빛] · 밝음[明, 햇빛 이외의 빛] · 어둠[闇]의 12가지가 있다. 여기서 뒤의 8가지는 앞의 청황적백의 4가지 기본색의 차별이다.
형색(形色, 모양와 크기)에는 장(長, 김) · 단(短, 짦음) · 방(方, 네모짐) · 원(圓, 둥금) · 고(高, 튀어나옴) · 하(下, 들어감) · 정(正, 평평함, 고름) · 부정(不正, 평평하지 않음, 고르지 않음)의 8가지가 있다.
이상의 견해가 설일체유부의 정통적 견해였는데, 이것은, 달리 말하면, 설일체유부에서는 안근(眼根)의 인식작용으로 성립되는 안식(眼識), 즉 시각(視覺) 또는 시의식(視意識)의 본질은 사물의 색깔과 모양과 크기(長과 短)를 인식하는 것이라고 규정하고 있는 것이다.

##### 성경
성경(聲境)은 이근(耳根)의 세력이 미치는 범위이자 이근의 인식작용의 대상이다. 설일체유부의 교학에 따르면, 성경은 아래 목록과 같이 분류되어 최종적으로 8종이 있다. 즉, 분류 기준으로 유정 · 비유정의 소리,
언어적 · 비언어적 소리,
즐거운 · 불쾌한 소리의 기준이 적용되고 있다. 이 8종의 분류는 결국 듣기 좋은 소리인지 아닌지를 8종으로 세분한 것일 뿐인데, 소리에 대한 마음의 반응은, 크게 보면, 단순한 소리이건 음율이 담긴 소리이건 뜻이 담긴 말이건 간에 듣기 좋은가 아닌가에 좌우되기 때문이다.
- 유정(有情, 생물체: 예를 들어, 사람·동물)이 내는 소리
  - 언어적인 소리
    - 즐거운 소리: (예) 사람이 [입을 통해] 내는 노래소리
    - 불쾌한 소리: (예) 사람이 [입을 통해] 내는 꾸짖는 소리

  - 비언어적인 소리
    - 즐거운 소리: (예) 사람이 장단에 맞추어 내어 손뼉소리
    - 불쾌한 소리: (예) 사람이 주위를 환기시키기 위해 내는 손뼉소리
- 비유정(非有情, 무생물체: 예를 들어, 귀신·악기·바람·숲·강)이 내는 소리
  - 언어적인 소리
    - 즐거운 소리: (예) 귀신이 [입을 통해] 내는 부드러운 소리
    - 불쾌한 소리: (예) 귀신이 [입을 통해] 내는 꾸짖는 소리

  - 비언어적인 소리
    - 즐거운 소리: (예) 악기가 내는 협화음의 소리
    - 불쾌한 소리: (예) 악기가 내는 불협화음의 소리, 천둥 소리

##### 향경
향경(香境)은 비근(鼻根)의 세력이 미치는 범위이자 비근의 인식작용의 대상이다. 설일체유부의 교학에 따르면, 향경은 아래 목록과 같이 분류되어 최종적으로 4종이 있다. 즉, 분류 기준으로 좋은[好] · 나쁜[惡] 냄새, 몸에 이로운[等] · 해로운[不等] 냄새의 기준이 적용되고 있다.
- 호향(好香)
  - 등향(等香) : 향기도 좋고 몸에도 이로운 냄새
  - 부등향(不等香) : 향기는 좋으나 몸에는 해로운 냄새
- 오향(惡香)
  - 등향(等香) : 향기는 나쁘나 몸에는 이로운 냄새
  - 부등향(不等香) : 향기도 나쁘고 몸에도 해로운 냄새

한편 《품류족론》에서는 위의 4향(四香)과는 달리, 호향(好香: 좋은 냄새) · 오향(惡香: 나쁜 냄새) · 평등향(平等香: 좋지도 나쁘지도 않은 냄새)의 3향(三香)으로 분류하고 있다.

##### 미경
미경(味境)은 설근(舌根)의 세력이 미치는 범위이자 설근의 인식작용의 대상이다. 설일체유부의 교학에 따르면, 미경에는 감(甘, 단맛), 초(酢, 신맛), 함(鹹, 짠맛), 신(辛, 매운맛), 고(苦, 쓴맛), 담(淡, 담백한맛)의 6미(六味), 즉 6가지 맛이 있다.

##### 촉경
촉경(觸境)은 신근(身根)의 세력이 미치는 범위이자 신근의 인식작용의 대상이다.
설일체유부의 교학에 따르면, 촉경에는 총 11가지의 촉사(觸事, 감촉의 대상)가 있다. 먼저, 지·수·화·풍의 4대종(四大種)이 촉경에 들어가며, 나머지 7가지는 4대종의 결합에 의해 형성된 소조촉(所造觸: 4대종에 의해 만들어진 촉사)들이다. 이 7소조촉은 활(滑, 매끄러움) · 삽(澁, 거침) · 중(重, 무거움) · 경(輕, 가벼움) · 냉(冷, 차가움) · 기(飢, 허기짐) · 갈(渴, 목마름)이다.
《구사론》 등에서는 7소조촉에 대해 다음과 같이 설명하고 있다.
- 활(滑, 매끄러움)은 유연(柔軟)함을 말하는데, 수대(水大) · 화대(火大)의 2대종이 강성한 것이다.
- 삽(澁, 거침)은 거칠고 강함[麁強]을 말하는데, 지대(地大) · 풍대(風大)의 2대종이 강성한 것이다.
- 중(重, 무거움)은 칭량(稱量: 무게를 닮)할 수 있는 것을 말하는데, 지대(地大) · 수대(水大)의 2대종이 강성한 것이다.
- 경(輕, 가벼움)은 칭량(稱量: 무게를 닮)할 수 없는 것을 말하는데, 화대(火大) · 풍대(風大)의 2대종이 강성한 것이다.
- 냉(冷, 차가움)은 따뜻[煖]해지기를 바라는 것을 말하는데, 수대(水大) · 풍대(風大)의 2대종이 강성한 것이다.
- 기(飢, 허기짐)는 먹기[食]를 바라는 것을 말하는데, 풍대(風大)의 1대종이 강성한 것이다.
- 갈(渴, 목마름)는 마시기[飲]를 바라는 것을 말하는데, 화대(火大)의 1대종이 강성한 것이다.

위의 7소조촉 중 앞의 4가지, 즉 활 · 삽 · 중 · 경은 4대종 중 2가지가 강성해져서 나타난 현재 상태, 즉 결과[果]에 따라 명칭을 설정한 것이다. 반면, 뒤의 3가지, 즉 냉 · 기 · 갈은 원인[因]에 따라 결과[果]의 명칭을 설정한 것이다.  말하자면, 어떤 사물이 따뜻해지려는 욕구, 즉 원인을 가지고 있다면 그 사물의 현재 상태, 즉 결과[果]는 냉(冷, 차가움)의 상태라는 것이 설일체유부의 주장이다. 달리 말해, 냉(冷, 차가움)은 4대종 중에 특히 수대(水大)와 풍대(風大)의 2대종이 강성해지면 나타나는 것인데, 이렇게 하여 형성된 냉(冷, 차가움)은 내재적으로 화대(火大)를 강성하게 하려는 욕구를 지닌다는 것이다.

#### 무표색
무표색(無表色, 산스크리트어: avijñapti-rūpa)은 "드러나지 않은 색"이라는 뜻으로, 무표업(無表業)이라고도 한다.
무표색 또는 무표업은 설일체유부만의 독특한 용어이자 교의이다.
무표업(無表業)은 드러난 행위 또는 동작이라는 뜻의 표업(表業)에 상대되는 말로, 외부로 표출되지 않는 신체적인 행위와 언어적인 행위를 말한다. 불교에서는 신체적인 행위를 신업(身業)이라 하고, 언어적인 행위를 어업(語業) 또는 구업(口業)이라 한다. 그리고 외부로 표출된 신체적인 행위를 신표업(身表業)이라 하고, 외부로 표출된 언어적인 행위, 즉 말소리를 어표업(語表業)이라 한다.
설일체유부에 따르면, 마음이 외부로 표출된 신체적인 행위인 신표업 또는
외부로 표출된 언어적인 행위인 어표업을 지을 때나 선정(禪定)에 들었을 때, 그 행위는 동시에 눈에 보이지 않는 형태의 소조색(물질) 또는 물질적 실체를 낳는다고 하며, 이러한 물질적 실체를 무표색(無表色) 또는 무표업(無表業)이라고 한다. 그리고 이 무표색, 즉 눈에 보이지 않는 물질적 실체는 그 행위의 시간이 지난 후에도 남아 있어서 마음에 계속하여 영향을 미친다고 한다. 《구사론》에서는 무표색의 성질과 "그 행위의 시간이 지난 후"라는 것에 대해 다음과 같은 취지로 더 자세히 설명하고 있다. (아래의 설명에서, 행위를 할 때의 시간, 즉 현재 찰나(刹那)를 전통적인 표현에 따라 "전찰나(前刹那)"라고 하고 행위가 일어난 후의 다음 시간을 "후찰나(後刹那)"라고 한다.)
전찰나의 신표업과 어표업 그리고 선정(禪定)에 의해 생겨난 물질적 실체로서 이것은 신표업과 어표업과 선정(禪定)의 선(善) 또는 불선(不善)의 여부에 따라 선(善) 또는 불선(不善)의 성질을 지니는데, 이 물질적 실체 또는 힘은 후찰나의 마음이 전찰나의 마음과 다른 상태에 있거나 같은 상태에 있거나 무심(無心)의 상태에 있거나 혹은 유심(有心)의 상태에 있거나 간에, 항상 후찰나의 마음에 선 또는 불선의 영향을 미치고, 또한 후찰나의 마음의 선 또는 불선의 영향을 받아 '그만큼 선 · 불선의 성질이 변형되어 가면서 상속[相似相續]'해 가는 그러한 물질적 실체이다. 이 물질적 실체를 무표색이라고 한다. 그리고 무표색은 불상응행법의 득(得)처럼 신표업과 어표업 그리고 선정(禪定)의 선 또는 불선에 따라 '그만큼 선 · 불선의 성질이 변형되어 가면서 상속[相似相續]'해 가는데, 동일하게 상사상속(相似相續)하는 득과의 차이점은  득이 마음(심법)과 마음작용(심소법)에 관련된 힘인 반면 무표색은 마음(심법)과 색(물질)에 관련된 힘이며, 득이 4대종에 의해 만들어진 물질적 실체가 아닌 정신적 실체인 반면 무표색은 4대종에 의해 만들어진 물질적 실체라는 것이다.
여기서, 후찰나의 마음이 선(善) · 불선(不善) · 무기(無記)의 삼성(三性)의 기준에서 전찰나의 마음과는 다른 상태에 있는 것을 난심(亂心)이라고 한다. 예를 들어, 전찰나의 마음이 불선심(不善心)이었고 후찰나의 마음이 선심(善心) 또는 무기심(無記心)인 경우, 후찰나의 마음을 난심(亂心)이라고 한다.
후찰나의 마음이 선(善) · 불선(不善) · 무기(無記)의 삼성(三性)의 기준에서 전찰나의 마음과 같은 상태에 있는 것을 불난심(不亂心)이라고 한다. 예를 들어, 전찰나의 마음이 선심(善心)이었고 후찰나의 마음이 선심(善心)인 경우, 후찰나의 마음을 불난심(不亂心)이라고 한다.
무심(無心)은 무상정(無想定)과 멸진정(滅盡定)의 선정(禪定)에 든 상태의 마음을 말한다. 즉, 이 두 선정에서는 심상(心想), 즉 심왕(마음)과 심소(마음작용)를 모두 없애므로, 무심(無心)이라고 한다.
유심(有心)은 무상정(無想定)과 멸진정(滅盡定)의 선정(禪定)에 든 것이 아닌 상태의 모든 마음을 말한다.
즉, 마음이 신업(신체적인 행위)이나 어업(언어적인 행위)을 일으키면, 다음에 그 업(행위)의 과보를 받을 원인인 특수한 색(물질적 실체)이 동시에 생겨나는데, 이 특수한 색(물질적 실체)은 들을 수도, 감촉할 수도 없는 무형무상(無形無象)의 색(물질적 실체)으로, 다른 이에게 표시할 수 없는 색(물질적 실체)이라는 의미에서 무표색 또는 무표업이라고 부르게 된 것이다. 그리고 신표업(身表業, 또는 신표색)에 대한 무표업(무표색)을 신무표업(身無表業, 또는 신무표색)이라고 부르고, 어표업(語表業, 또는 어표색)에 대한 무표업(무표색)을 어무표업(語無表業, 또는 어무표색)이라 부른다. 이와 같이 무표색은 불교의 업설(業設)과 깊은 관련이 있으며, 설일체유부의 경우, 색법(물질)은 무표색을 매개로 하여 업설과 밀접한 관련을 갖게 된다.
설일체유부에 따르면, 무표색은 4대종(四大種)으로 이루어진 것이긴 하지만 극미(極微)로 이루어진 것은 아니다. 따라서, 공간적 점유성을 지니지 않으며 색경(色境)의 본질적 성질인 색깔[顯色] · 모양 · 크기[形色]를 가지지 않는다. 마찬가지로 성경(聲境)의 본질적 성질인 소리도, 향경(香境)의 본질적 성질인 향기도, 미경(味境)의 본질적 성질인 맛도, 촉경(觸境)의 일부인 소조촉(所造觸)의 본질적인 성질로서의 감촉도 가지지 않는다. 하지만, 무표색은 4대종을 원인으로 하여 이루어진 것이기 때문에, "색법은 4대종과 4대종에 의해 만들어진 소조색"이라는 설일체유부의 정의에 따라 색법에 포함시키고 있다. 하지만, 무표색은 색경 · 성경 · 향경 · 미경 및 촉경의 일부인 소조촉의 본질적인 성질을 그 어느 것도 가지지 않기 때문에 5근(五根)의 대상으로 규정할 수 없으며, 따라서 제6식인 의식(意識)의 대상으로 규정하고 있다. 즉, 법경(法境) 즉 법처(法處)에 포섭되는 색(물질)이라는 뜻의 법처소섭색(法處所攝色)으로 규정하고 있다.
한편, 설일체유부의 이러한 무표업 이론에 대해, 경량부나 《구사론》의 저자인 세친은 모두 무표업의 실재성과 신체적 형태(즉 신업)의 실재성을 인정하지 않았다.

## 유식유가행파의 색법

### 법체계에서의 위치
유식유가행파의 5위 100법(五位百法)의 분류 체계에서 색온(色蘊) 또는 색법(色法)은 1개의 위(位)를 차지한다.
구체적으로는 안(眼) · 이(耳) · 비(鼻) · 설(舌) · 신(身)의 5근(五根)과 색(色) · 성(聲) · 향(香) · 미(味) · 촉(觸)의 5경(五境)과 법처소섭색(法處所攝色)의 법경(法境)의 총 11가지 법(法)으로 구성되어 있다.
유식유가행파에서는 일체법이 모두 실체가 없는 것[並無實體]으로 식(識: 마음)의 전변이며 가상으로 세운 것[假立]이라는 관점에 서 있기 때문에, 5위 100법의 체계에서 심법(心法: 마음)이 5위 중 가장 먼저 열거되고 있다. 반면, 설일체유부에서는 반드시 대상이 실재해야 인식이 성립될 수 있다는 객관 우선주의의 입장을 가졌기 때문에, 5위 75법의 체계에서 5위를 배치함에 있어 5위 중 색법(色法)이 5위 중 가장 먼저 위치한다.

## 삼색 분별
넓은 뜻의 색(色)인 색온(色蘊) 또는 색법(色法), 즉 물질[色]을 안식(眼識)으로 볼 수 있는가, 즉 눈[眼]에 보이는가의 가견성(可見性)과 공간적 점유성이 있어 다른 물질[色]을 배제하는 대애성(對礙性)이 있는가의 기준에 따라 분류했을 때 얻어지는 3종의 갈래인 유견유대색(有見有對色) · 무견유대색(無見有對色) · 무견무대색(無見無對色)을 3색(三色) 또는 3종색(三種色)이라 한다.
설일체유부의 5위 75법의 법체계에서, 색법(色法) 11가지 중 색경(色境)은 유견유대색이고, 무표색(無表色)은 무견무대색이며, 나머지 9가지는 무견유대색이다.
유식유가행파의 5위 75법의 법체계에서, 색법(色法) 11가지 중 색경(色境)은 유견유대색이고, 법처소섭색(法處所攝色)은 무견무대색이며, 나머지 9가지는 무견유대색이다.

### 유견유대색: 색경 (1가지)
유견유대색(有見有對色)은 가견성(可見性)도 있고 대애성(對礙性)도 있는 물질[色]이다. 가견유대색(可見有對色)이라고도 한다.
설일체유부의 5위 75법의 법체계와 대승불교의 유식유가행파의 5위 100법의 법체계에 따르면, 5위 중 1가지 위(位)를 차지하는
색법(色法)에
안근(眼根) · 이근(耳根) · 비근(鼻根) · 설근(舌根) · 신근(身根)의 5근(五根: 승의근)과
색경(色境) · 성경(聲境) · 향경(香境) · 미경(味境) · 촉경(觸境)의 5경(五境)과
무표색(無表色)이 있다. 무표색은, 대체로 말해, 유식유가행파의 5위 100법의 법체계에서 법처소섭색(法處所攝色)에 해당한다.
이 11가지 색법 중
색경(色境)의
1가지 법이 유견유대색이다.
즉, 색경(色境)은 안근(眼根)으로 볼 수 있으므로 유견(有見)이며, 또  극미(極微)로 조직되어 있어 다른 다른 물질[色]에 대하여 장애하는 대애(對礙)의 성질을 가지므로 유대(有對)이다.

### 무견유대색: 5근과 4경 (9가지)
무견유대색(無見有對色)은 가견성(可見性)은 없으나 대애성(對礙性)이 있는 물질[色]이다. 불가견유대색(不可見有對色)이라고도 한다.
설일체유부의 5위 75법의 법체계와 대승불교의 유식유가행파의 5위 100법의 법체계에 따르면, 5위 중 1가지 위(位)를 차지하는
색법(色法)에
안근(眼根) · 이근(耳根) · 비근(鼻根) · 설근(舌根) · 신근(身根)의 5근(五根: 승의근)과
색경(色境) · 성경(聲境) · 향경(香境) · 미경(味境) · 촉경(觸境)의 5경(五境)과
무표색(無表色)이 있다. 무표색은, 대체로 말해, 유식유가행파의 5위 100법의 법체계에서 법처소섭색(法處所攝色)에 해당한다.
이 11가지 색법 중
안근 · 이근 · 비근 · 설근 · 신근의 5근(五根: 승의근)과
성경 · 향경 · 미경 · 촉경의 4경(四境)의
9가지 법이 무견유대색이다.
즉, 이 9가지 법들은 안근(眼根)으로 볼 수 없으므로 무견(無見)이며, 또 극미(極微)로 조직되어 있어 다른 것에 대하여 장애하는 대애(對礙)의 성질을 가지므로 유대(有對)이다.

### 무견무대색: 무표색 (1가지)
무견무대색(無見無對色)은 가견성(可見性)도 없고 대애성(對礙性)도 없는 물질[色]이다. 불가견무대색(不可見無對色)이라고도 한다.
설일체유부의 5위 75법의 법체계와 대승불교의 유식유가행파의 5위 100법의 법체계에 따르면, 5위 중 1가지 위(位)를 차지하는
색법(色法)에
안근(眼根) · 이근(耳根) · 비근(鼻根) · 설근(舌根) · 신근(身根)의 5근(五根: 승의근)과
색경(色境) · 성경(聲境) · 향경(香境) · 미경(味境) · 촉경(觸境)의 5경(五境)과
무표색(無表色)이 있다. 무표색은, 대체로 말해, 유식유가행파의 5위 100법의 법체계에서 법처소섭색(法處所攝色)에 해당한다.
즉, 무표색(無表色) 또는 법처소섭색(法處所攝色)은 안근(眼根)으로 볼 수 없으므로 무견(無見)이며, 또  4대종에서 생겨났으나[所生] 극미로 조직된[所成] 것은 아니어서 다른 것에 대하여 장애하는 대애(對礙)의 성질을 가지지 않으므로 무대(無對)이다.
일여(一如) 등의 《삼장법수》에 따르면, 무표색(無表色)은 색경 · 성경 · 향경 · 미경 · 촉경의 5경(五境)이 과거로 낙사한 것으로, 의근을 소의로 하는 의식은  이 과거의 물질들을 분별하고 요별할 수 있다. 그러나 안근을 소의로 하는 안식은 이 과거의 물질들을 요별하지 못한다. 이러한 이유로 무견(無見)이며 또한 밖으로 표시된 것 즉 외적인 사물이 아니므로 무표(無表)이고 무대(無對)이다.

## 같이 보기
- 유색법과 무색법
- 유견법과 무견법
- 유대법과 무대법

## 참고 문헌
- 이 문서에는 다음커뮤니케이션(현 카카오)에서 GFDL 또는 CC-SA 라이선스로 배포한 글로벌 세계대백과사전의 내용을 기초로 작성된 글이 포함되어 있습니다.
- 권오민 (2003). 《아비달마불교》. 민족사.
- 남수영 (1998). 〈'유식이십론'의 극미설 비판〉. 《인도철학 제7집》. 인도철학회. 민족사.
- 세친 지음, 현장 한역, 권오민 번역. 《아비달마구사론》. 한글대장경 검색시스템 - 전자불전연구소 / 동국역경원. |title=에 외부 링크가 있음 (도움말)
- 오형근 (1988). 〈부파불교의 물질론 연구(I)〉. 《불교학보 제26집》. 동대불교문화연구원.
- 오형근 (1990). 〈부파불교의 물질론 연구(II)〉. 《불교학보》. 동대불교문화연구원.
- 운허.  동국역경원 편집, 편집. 《불교 사전》. |title=에 외부 링크가 있음 (도움말)
- 최봉수 (1999). 〈색온에서의 색의 의미 - 구사론과 청정도론의 색온론을 비교하여〉. 《불교학보》.
- 星雲. 《佛光大辭典(불광대사전)》 (중국어) 3판. |title=에 외부 링크가 있음 (도움말)
- 세우 조, 현장 한역 (T.1542). 《아비달마품류족론(阿毘達磨品類足論)》 (중국어). 대정신수대장경. T26, No. 1542, CBETA. |title=에 외부 링크가 있음 (도움말)
- 세친 조, 현장 한역 (T.1558). 《아비달마구사론(阿毘達磨俱舍論)》 (중국어). 대정신수대장경. T29, No. 1558, CBETA. |title=에 외부 링크가 있음 (도움말)
- 五百大阿羅漢等 造, 玄奘 譯 (T.1545). 《아비달마대비바사론(阿毘達磨大毘婆沙論)》 (중국어). 대정신수대장경. T27, No. 1545, CBETA. |title=에 외부 링크가 있음 (도움말)

## 주해
1. ↑  5온은 곧 일체의 유위법이다. 그리고 설일체유부의 5위 75법의 법체계와 유식유가행파와 법상종의 5위 100법의 법체계는 모두 크게 유위법과 무위법으로 구성되어 있는데, 유위법에는 4종류, 즉 4위(位)가 있다. 설일체유부에서는 이 4종의 유위법을 색법(色法)·심법(心法)·심소법(心所法)·불상응행법(不相應行法)이라 하고, 유식유가행파와 법상종에서는 심법(心法)·심소법(心所法)·색법(色法)·심불상응행법(心不相應行法)이라 한다. 4종의 유위법의 배치 순서와 이들 각각의 구성원들의 개수와 성격에 대해서는 설일체유부와  유식유가행파·법상종 간에 차이가 있지만, 4종의 분류 자체는 동일하다.
2. ↑  
《구사론》에서는 유정 · 비유정의 소리라고 말하지 않고, '유집수 대종(有執受 大種)에 근거한 소리'와 '무집수 대종(無執受 大種)에 근거한 소리'라는 전문적인 표현을 사용하고 있다.
유집수(有執受)는 '감각[受 또는 情]이 있다'는 것을 말하며, 대종(大種)은 지·수·화·풍 4대종을 말한다. 따라서, 유집수 대종(有執受 大種)의 극미들이 모여서 형성되는 몸은 '감각[受 또는 情]을 가진' 몸이 되며, 이는 곧  유정(有情), 즉 사람·동물 등의 생물의 몸이다. 마찬가지로, 무집수 대종(無執受 大種)으로 형성되는 몸은 '감각[受 또는 情]을 가지지 않는' 몸이 되며, 이는 곧 비유정(非有情), 즉 귀신·악기·바람·숲·강 등의 무생물의 몸이다. '유집수 대종(有執受 大種)에 근거한 소리'는 결국 유정(有情)이 자신의 몸 또는 몸의 일부를 이용해 내는 온갖 소리를 말한다. 즉, 입을 통해 나오는 언어적인 소리인 말[言]이나, 두 손을 이용해 나오는 비언어적인 소리인 손뼉 등의 모든 소리를 말한다. '무집수 대종(無執受 大種)에 근거한 소리'는 귀신·악기·바람·숲·강 등의 비유정(非有情)이 자신의 몸 또는 몸의 일부를 이용해 내는 온갖 소리를 말한다. 결론적으로, 유집수는 유정을, 무집수는 비유정을 뜻한다.
3. ↑  
《구사론》에서는 언어적 · 비언어적 소리라고 말하지 않고, 유정명성(有情名聲)과 비유정명성(非有情名聲)이라는 전문적인 표현을 사용하고 있다. 유정명성(有情名聲)은 '유정(有情)의 개념[名]적인 소리[聲]'라는 뜻으로, 따라서 사람의 말[言]처럼 의미를 가진 소리를 말한다. 따라서, 비유정(非有情) 중에서 귀신이 하는 말도 유정명성(有情名聲)에 속한다. 비유정명성(非有情名聲)은 비유정이 말하는 개념적인 소리라는 뜻이 아니라, 유정명성(有情名聲)인 아닌 소리를 뜻한다. 단순하게 말하자면, 사람이건 귀신이건 입이 있는 존재가 하는 말[言]은 유정명성(有情名聲)이고 그밖의  모든 소리는 비유정명성(非有情名聲)이다. 따라서, 유정명성(有情名聲)을 언어적 소리, 비유정명성(非有情名聲)을 비언어적 소리라고 할 수 있다.
4. ↑  
《구사론》에서, 즐거운 소리의 한자어는 가의성(可意聲: 문자 그대로는 '마음에 드는 소리')이며, 불쾌한 소리의 한자어는 불가의성(不可意聲: 문자 그대로는 '마음에 들지 않는 소리')이다.